# Femidom

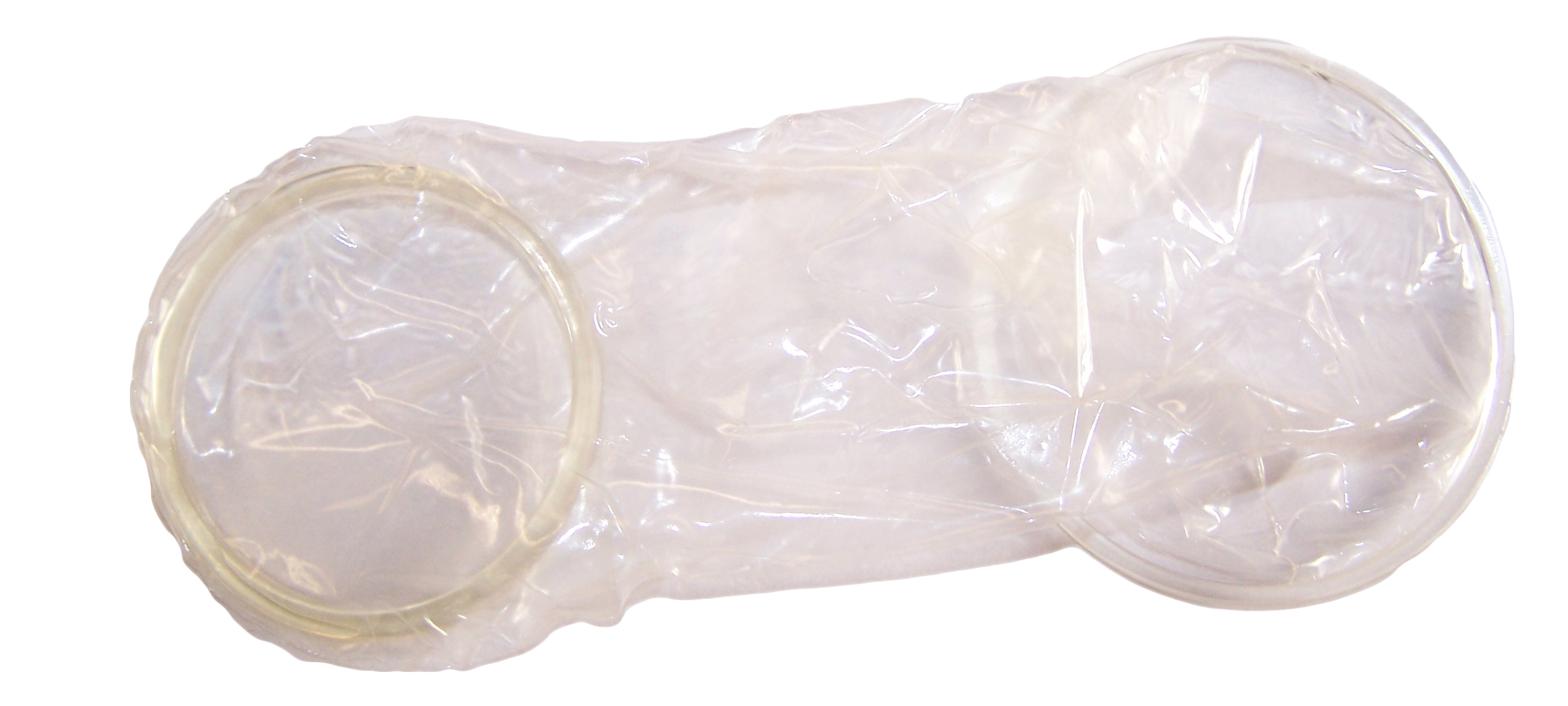
En femidom.

Femidom (också kallad kvinnlig kondom) är en tunn, kondomliknande hylsa av gummi eller plast som förs in i slidan före samlag, för att förhindra spridning av könssjukdomar och oönskad graviditet. Femidomen hindrar ejakulerad sperma från att nå livmodern.

## Användning

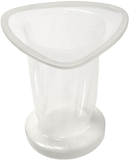
Den övre, större ringen ska placeras utanför slidmynningen.

På sidan som ska vara utanför slidmynningen sitter en plastring som ska förhindra att femidomen glider in i slidan. På den andra sidan finns en liten mjuk platta, som ska hålla hylsan på plats. Femidomen kan även föras in via analöppningen och användas vid analsex. Fungerar även vid oralsex. Femidom bör dock inte användas tillsammans med en vanlig kondom, då friktionen gör att de lätt kan gå sönder.
Femidom har även visats blivit populärt hos homosexuella män.  Organisationen PSI i Thailand har inlett ett projekt där manliga sexarbetare får testa och utvärdera användandet av femidom.